# 帕圖螺屬
帕圖螺屬是一種熱帶陸地蝸牛，也是陸生肺腹足類軟體動物，屬於帕圖螺科 。
許多帕圖螺物種都以“波里尼西亞樹蝸牛”和“莫爾胎生樹蝸牛”而聞名。帕圖螺屬分佈在社會群島到新幾內亞的5,000平方英里（13,000平方公里）的太平洋島嶼上。
帕圖螺平均長度約為二分之一到四分之三英寸，曾經被用作波里尼西亞禮儀服裝和珠寶裝飾物品。亨利·克蘭普頓（Henry Crampton）博士與Yoshio Kondo一起花了50年的時間研究帕圖螺，引起了科學界的關注。